# Fadenia
Fadenia ist eine ausgestorbene Knorpelfischgattung, die in Nordamerika fossil vom Pennsylvanium („Oberkarbon“) bis zur Unteren Trias nachgewiesen ist. Sie gehört zu den Holocephali und führte eine räuberische Lebensweise als nektischer Fleischfresser.

## Systematik
Innerhalb der Holocephali wird Fadenia zur Familie der Caseodontidae innerhalb der Eugeneodontida gestellt. Die Gattung enthält drei bekannte Arten – Fadenia crenulata Nielsen, 1932, F. gigas Eaton 1962 und F. uroclasmato Mutter und Neuman, 2008.

## Merkmale
Fadenia besaß neben den beiden recht bedeutenden Brustflossen eine kräftige, nach vorne versetzte, stachellose Rückenflosse, deren Basis von einer dreieckigen Knorpelplatte gestützt wurde. Die Brustflosse wies eine lange, nach hinten gerichtete Flossenachse auf, erreichte aber nicht ganz die Brustflossenlänge der Symmoriida. Die kräftige Schwanzflosse war homocerk und nach außen hin symmetrisch aufgebaut – charakteristisch für einen schnell schwimmenden, aktiven Räuber. Die Schwanzflosse wurde zusätzlich von großen Knorpelplatten versteift. Bauch- und Afterflossen fehlten, ein Beckengürtel war ebenfalls nicht vorhanden.
Fadenias stromlinienförmiger Körper lief spindelartig zu und ähnelte somit dem Körperbau der Cladoselachidae und der Symmoriida. Er erreichte über einen Meter Länge. Der Gehirnschädel war lang und seitlich eingeengt. Der otico-occipitale Abschnitt (Ohrregion) war nur sehr kurz, dafür war jedoch das Siebbein (Nasenregion) als langes Rostrum ausgebildet. So bildete der gesamte Oberkiefer ein dornartig spitzes Rostrum und überragte den Unterkiefer. Die Augen waren sehr groß. Hinter dem Unterkiefer saßen fünf schlitzförmige Kiemenspalten. Die Kiemenbögen lagen hinter dem Gehirnschädel, was für Plattenkiemer kennzeichnend ist. Es wird vermutet, dass das Palatoquadratum wie bei den Holocephali üblich direkt mit dem Gehirnschädel verschmolzen war und die oberen Zähne somit direkt auf dem Neurocranium aufsassen. Zangerl (1981) ist jedoch der Ansicht, dass Fadenia das Palatoquadratum vollständig verloren hatte. Die Bezahnung des Unterkiefers zeigt Zangerl zufolge an der Spitze ein spiralförmiges Zahnrad. Der nachfolgende Unterkiefer wurden von kleinen, pflasterartigen Zahnplatten abgedeckt.

## Vorkommen
- Ostgrönland: Wordie Creek Formation
- Kanada: Britisch-Kolumbien – Sulphur Mountain Formation
- Vereinigte Staaten: Missouri – Oberer Cherokee Shale